# Йиуза
Йи́уза (ест. Jõusa küla) — село в Естонії, у волості Тарту повіту Тартумаа.

## Населення
Чисельність населення на 31 грудня 2011 року становила 22 особи.